# Neil deGrasse Tyson
Neil deGrasse Tyson   (Manhattan, 5 d'octubre de 1958) és un astrofísic estatunidenc i divulgador científic.
Actualment és el director del Planetari Hayden del Museu Americà d'Història Natural. Del 2006 al 2011 va ser presentador del programa televisiu NOVA ScienceNow de caràcter educatiu sobre la ciència, i va ser convidat sovint a The Daily Show, The Colbert Report, Real Time with Bill Maher, i Jeopardy!. Actualment Tyson és el presentador de Cosmos: A Space-Time Odyssey, una actualització de la sèrie divulgativa Cosmos: Un viatge personal de Carl Sagan.